# Václav Šlajs
Václav Šlajs (* 7. srpna 1952 Plzeň) je český politik ČSSD, od ledna 2014 do listopadu 2016 hejtman Plzeňského kraje, předtím první náměstek plzeňského hejtmana. V minulosti byl dvakrát poslancem Poslanecké sněmovny PČR za Plzeňský kraj.

## Vzdělání, profese a rodina
V letech 1967–1971 vystudoval Střední průmyslovou školu stavební. Pak v letech 1985–1989 Vysokou školu politickou ÚV KSČ a v letech 1991-1993 nadstavbové studium sociologie na Právnické fakultě Univerzity Karlovy v Praze.
Působil dvacet let jako voják z povolání u ČSLA. V letech 1993–1999 jej zaměstnával podnik Armabeton a. s., kde byl referentem zakázek a marketingu, později náměstkem ředitele. V letech 1999-2000 zastával manažerskou pozici v Regionální rozvojové agentuře.
Je ženatý, má dvě dcery.

## Politická kariéra
Před rokem 1989 byl členem KSČ. V roce 1993 vstoupil do ČSSD. V roce 1995 se stal členem Ústředního výkonného výboru ČSSD. Byl rovněž místopředsedou městské organizace ČSSD v Plzni, předsedou městské organizace a od roku 1999 předsedou krajské organizace sociální demokracie (na tomto postu byl ještě k roku 2006).
V komunálních volbách roku 1998 byl zvolen za ČSSD do zastupitelstva města Plzeň. Profesně se uvádí jako ekonomický náměstek. V zastupitelstvu města setrval do roku 2002. Zastával tu funkci předsedy Komise pro koncepci a rozvoj města.
V krajských volbách roku 2000 byl zvolen do Zastupitelstva Plzeňského kraje za ČSSD. Mandát krajského zastupitele opětovně získal v krajských volbách roku 2004. Krajským zastupitelem byl do roku 2006. Měl post předsedy kontrolního výboru. V krajských volbách roku 2008 nekandidoval, ale do krajského zastupitelstva se opětovně dostal v krajských volbách roku 2012.
Ve volbách v roce 2006 byl zvolen do poslanecké sněmovny za ČSSD (volební obvod Plzeňský kraj). Byl členem sněmovního výboru pro bezpečnost a kontrolního výboru. Poslanecký mandát obhájoval ve volbách roku 2010, ale nebyl zvolen kvůli tzv. kroužkování. Do sněmovny nicméně usedl dodatečně jako náhradník v říjnu 2012.
V závěru ledna 2013 se po kritice související s počtem jím zastávaných funkcí poslaneckého mandátu vzdal. Chce se plně věnovat funkci náměstka plzeňského hejtmana.
Po rezignaci Milana Chovance byl 27. ledna 2014 zvolen hejtmanem Plzeňského kraje. Proti jeho zvolení se kromě opozice postavilo přímo na jednání zastupitelstva i několik desítek demonstrantů, kterým vadila jeho minulost coby armádního politruka. Šlajs připustil, že byl předsedou útvarové organizace KSČ jako důstojník v Československé lidové armádě, ale odmítl, že by byl politrukem. Ve volbách v roce 2016 již do krajského zastupitelstva nekandidoval. Dne 21. listopadu 2016 jej v pozici hejtmana Plzeňského kraje vystřídal Josef Bernard.